# Carrefour de l'image de l'océan Indien
Le Carrefour de l'image de l'océan Indien (CIOI) est une manifestation consacrée aux enjeux de l’animation 2D/3D, du multimédia, du jeu vidéo et des arts numériques dans la zone océan Indien. À l'origine organisé par le Village Titan, il est porté depuis 1995 par l'Institut de l'image de l'océan indien et l'école supérieure des Beaux-Arts de La Réunion.
Il se déroule tous les deux ans à l'île de La Réunion et rassemble de nombreux acteurs de la zone ainsi que de nombreux autres internationaux. En 2005, il accueillit le 13e Prix Möbius des multimédias et l'assemblée constitutive de l'Université internationale du multimédia.

## Historique
- Forum de l'image: 1993 (Préfiguration du Carrefour de l'image)
- 1re édition: 1995
- 2e édition: 1997
- 3e édition: Du 29 novembre au 2 décembre 1998[1]
- 4e édition: Du 29 janvier au 2 février 2001[2]
- 5e édition: Du 28 janvier au 1er février 2003
- 6e édition: Du 21 au 26 mars 2005
- 7e édition: Du 12 au 14 décembre 2007
- 8e édition: Du 20 au 22 novembre 2009

## Intervenants reconnus
- Pierre Ayma lors de la 1re et la 2e édition
- Maurice Benayoun lors de la 4e et la 6e édition
- Bruno Bianchi lors de la 7e édition
- Igor Bogdanoff lors de la 7e édition
- Grichka Bogdanoff lors de la 7e édition
- René Borg lors de la 4e édition
- Christian Davin
- Grégory Chatonsky lors de la 6e édition
- Robert Heintz
- William Kentridge lors de la 1re édition
- Georges Lacroix lors de la 1re et la 3e édition
- Margie Sudre
- Paul Vergès lors de la 6e édition
- Jean-luc Xiberras lors de la 1re et la 2e édition